# Henry Percy, 6:e earl av Northumberland

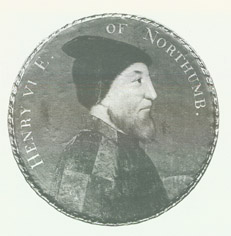
Henry Percy, 6:e earl av Northumberland.

Henry Percy, 6:e earl av Northumberland, född 1502, död 1537, var en engelsk ädling. Han var son till Henry Percy, 5:e earl av Northumberland. 
Henry, då titulerad lord Percy, trolovade sig med Anne Boleyn, troligtvis våren 1523, då han var page hos kardinal Wolsey. Då man fick höra dessa nyheter hånades lord Percy av kardinalen eftersom äktenskapet varken hade godkänts av fadern eller kungen. Fadern vägrade att tillåta äktenskap med Anne Boleyn och sonen gifte sig senare med lady Mary Talbot i ett olyckligt, barnlöst äktenskap. 
Northumberland, som ärvde earltiteln efter faderns död 1527, stod högt i gunst hos Henrik VIII och verkställde 1530 på dennes uppdrag arresteringen av kardinal Wolsey. Han avled barnlös, och då hans båda bröder för sitt deltagande i resningen Pilgrimage of Grace 1536 mist arvsrätten för sig själva och efterkommande, gick earlvärdigheten ur släkten (den innehades en tid av släkten Dudley). Earltiteln återficks av brorsonen Thomas Percy.